# アーサー・キル駅
アーサー・キル駅（アーサー・キルえき、Arthur Kill）はスタテンアイランド鉄道の駅である。2017年1月21日に開業した。

## 歴史

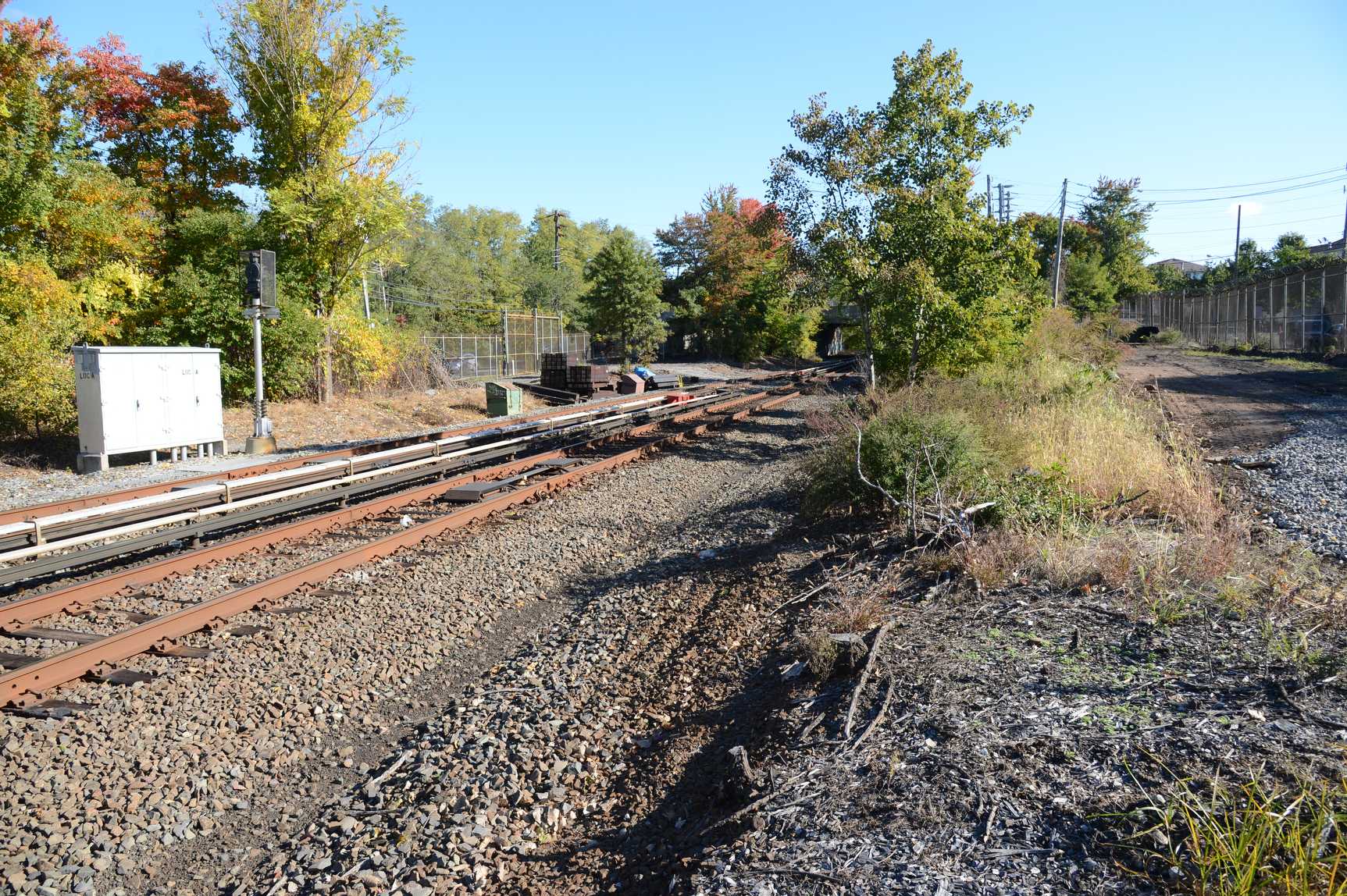
駅の建設場所

駅は1990年代から計画があった。また、電車は両隣にあった2駅（ナッソー駅とアトランティック駅、いずれも現存しない）では1両しかドアを開けていなかった。
駅は2010年代に開業を予定していたが、資金不足が生じて遅延が起きた。結果、駅は2017年1月21日に開業した。

## 駅構造
| M        | 跨線橋                       | ホーム間連絡通路                                                         |
| G ホーム | 相対式ホーム、右側ドアが開く | 相対式ホーム、右側ドアが開く                                             |
| G ホーム | 南行線                       | ← トッテンヴィル駅行き（終点） （廃止駅：アトランティック駅）            |
| G ホーム | 北行線                       | → セント・ジョージ駅行き（リッチモンド・バレー駅）→ （廃止：ナッソー駅） |
| G ホーム | 相対式ホーム、右側ドアが開く |                                                                          |

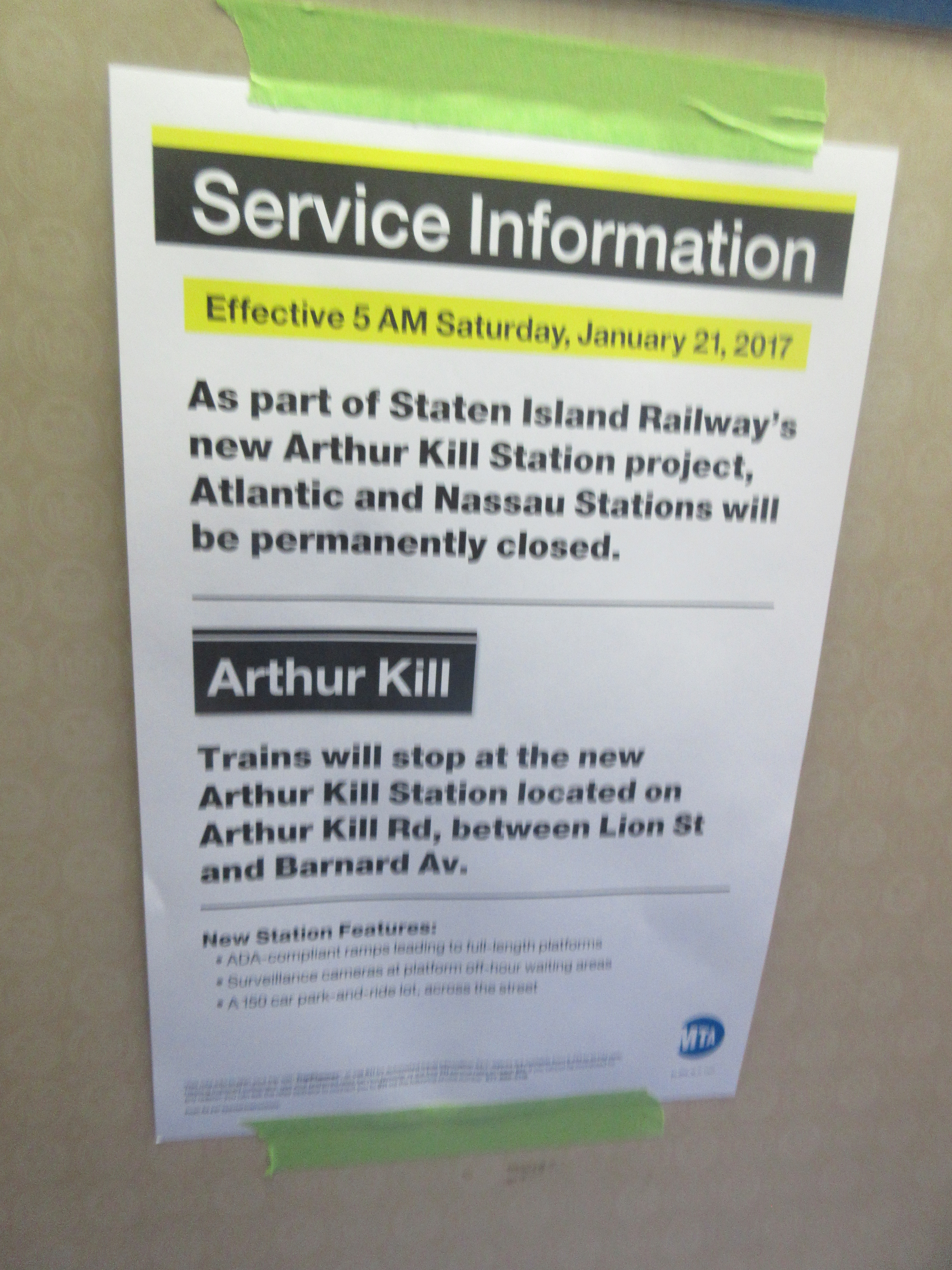
開業の際に車内に貼り付けられたポスター

駅は相対式ホーム2面2線の駅である。駅は2760万ドルかけて建設された。"Tottenville Sun, Tottenville Sky"がJenna Lucenteによって制作された。

### 出口
駅は跨線橋にスロープがありADAに準拠している。150台収容可能な駐車場がある。